# Sigüés
Sigüés község Spanyolországban,  Zaragoza tartományban. Sigüés Mianos, Artieda, Los Pintanos, Urriés, Undués de Lerda, Yesa, Romanzado, Castillo-Nuevo, Salvatierra de Esca és Canal de Berdún községekkel határos. Lakosainak száma 70 fő (2024).

## Népesség
A település népessége az utóbbi években az alábbiak szerint változott:
| Lakosok száma | 188  | 172  | 147  | 137  | 131  | 103  | 94   | 83   | 73   | 70   |
|               | 2001 | 2004 | 2007 | 2009 | 2011 | 2015 | 2017 | 2019 | 2022 | 2024 |